# Constantin Niță
Constantin Niță (ur. 27 listopada 1955 w Miroslovești) – rumuński polityk i ekonomista, deputowany, w latach 2008–2009 i 2012–2014 minister.

## Życiorys
Ukończył szkołę średnią w Pașcani, po czym odbył służbę wojskową. W 1978 został absolwentem ekonomiki przemysłu na Uniwersytecie Aleksandra Jana Cuzy w Jassach. W latach 1978–1983 studiował na wydziale prawa tej uczelni, a w 1999 doktoryzował się na niej w zakresie nauk ekonomicznych. Pracował jako ekonomista w przedsiębiorstwie transportowym i motoryzacyjnym w Braszowie, w latach 1986–1993 kierował lokalną agencją turystyczną. W latach 90. był m.in. dyrektorem generalnym prywatnego przedsiębiorstwa. Zajmował się także działalnością dydaktyczną jako wykładowca uczelni w Braszowie. Udzielał się jako współzałożyciel kilku organizacji społecznych w tym mieście, a także jako prezes lokalnego klubu ekonomistów.
Dołączył do Partii Socjaldemokracji w Rumunii (przekształconej później w Partię Socjaldemokratyczną). Był przewodniczącym ugrupowania w okręgu Braszów, członkiem komitetu wykonawczego PSD i wiceprzewodniczącym stałego biura krajowego partii. W 2000 po raz pierwszy uzyskał mandat posła do Izby Deputowanych. Z powodzeniem ubiegał się o reelekcję w 2004, 2008 i 2012, zasiadając w niższej izbie rumuńskiego parlamentu do 2016.
W grudniu 2008 został ministrem ds. małej i średniej przedsiębiorczości, handlu i biznesu w gabinecie Emila Boca. Ustąpił z tej funkcji w październiku 2009 wraz z innymi przedstawicielami PSD. W grudniu 2012 powrócił w skład rządu jako minister delegowany ds. energii u Victora Ponty. W marcu 2014 przeszedł na urząd ministra gospodarki w trzecim rządzie tegoż premiera, stanowisko to zajmował do grudnia tegoż roku.
Objęty postępowaniem karnym w sprawie korupcyjnej, w 2018 został skazany na karę 4 lat pozbawienia wolności. W 2019 zwolniony z zakładu karnego w związku z postępowaniem dotyczącym unieważnienia tego procesu.